# Afran Zenith
Die Afran Zenith war ein unter der Flagge Liberias fahrender Rohöltanker.

## Geschichte

### Bau
Das Schiff wurde 1974 als Aframax-Tanker mit 21 Ladetanks in Einhüllenbauweise konstruiert. Das Schiff mit der Baunummer 230 wurde auf der Werft Astilleros y Talleres del Noreste (ASTANO) in Ferrol gebaut und im April 1974 als La Niña fertiggestellt. Auftraggeber war das Unternehmen Petronor aus Bilbao, die Bereederung wurde von der Compania Maritima Rio Gulf durchgeführt. Im Jahr 1979 übernahm die Afran Transport Company aus Monrovia das Schiff und setzte es als Afran Zenith ein.

### Havarie auf der Elbe
Die Afran Zenith lief am 25. Juli 1981 den Hamburger Hafen an. Das Schiff war mit knapp 80.000 Tonnen Rohöl aus Angola für die Shell-Raffinerie im Kattwyk-Hafen beladen. In Höhe Teufelsbrück wurde routinemäßig der Lotsenwechsel durchgeführt. Bei gestoppter Maschine und leichter Fahrt voraus übernahmen zwei Hafenlotsen den Tanker von den Elblotsen. Als die Afran Zenith wieder Fahrt aufnehmen sollte, sprang die Hauptmaschine nicht wieder an. Da kein Druck mehr auf das Ruder ausgeübt wurde, legte sich der Tanker im Flutstrom quer und trieb gegen 10:28 Uhr mit dem Bug am Elbe-Nordufer auf Grund. Es wurde sofort eine Notankerung durchgeführt, bei der der Anker überlaufen wurde und den Rumpf an Backbord aufschlitzte. Aus einem 200 mal 60 Zentimeter großen Leck im Vorschiffstank an der Backbordseite strömten rund 300 Tonnen Öl aus. Sofort herbeigerufene Schlepper versuchten über dreieinhalb Stunden, den Tanker wieder frei zu bekommen. Gegen 13:50 Uhr wurde der Tanker von 14 Schleppern freigeschleppt und zu den Finkenwerder Pfählen gebracht. Um 22:00 Uhr wurde die Afran Zenith in Begleitung von sieben Feuerlöschbooten und fünf Polizeibooten von den Bugsierschleppern in den Kattwyk-Hafen gezogen. Dort kam der Tanker um Mitternacht an.
Durch das ausgelaufene Öl wurden die Elbe und Uferbereiche auf 15 Kilometern Länge verschmutzt. Bei ablaufendem Wasser hätte das Auseinanderbrechen des Tankers gedroht. Alle Bewohner und Verkehrsteilnehmer im Hafengebiet und Uferbereich der Elbe von Blankenese bis St. Pauli wurden aufgefordert, nicht zu rauchen und kein offenes Feuer zu benutzen. Die Beinahekatastrophe löste eine Diskussion um Hamburg als Tankerhafen aus.

### Weiterer Einsatz
Nach dem Unfall auf der Elbe wurde die Afran Zenith umgebaut und ab 1982 als stationäres Tanklagerschiff genutzt. 1989 erfolgte ein Verkauf an die Chevron Shipping Company, ein Tochterunternehmen der Chevron Corporation, die das FSO als Chevron Zenith weiternutzten. Die nächste Umbenennung in Bellatrix Voyager folgte nach einem Verkauf im Februar 2002. Nachdem das Schiff im Juli 2004 nochmal in Muadi umbenannt wurde, folgte am 1. November 2008 noch ein letzter Namenswechsel auf Aditi, unter dem man das Schiff ab dem 11. November verschrottete.